# غريغوري الثامن
 البابا غريغوري الثامن  (توفي في 17 ديسمبر 1187) بابا الكنيسة الكاثوليكية في الفترة من 25 أكتوبر 1187، وحتى وفاته.
ولد باسم  ألبرتو دي مورا  في بينيفنتو إيطاليا تقريبًا في عام 1110 لأسرة من النبلاء. أصبح كاهنًا وهو في العشرينات من عمره. وفي عام 1156 جعله البابا أدريان الرابع شماسًا، ثم أصبح كاردينالاً في 14 مارس 1158 في سان لورنزو في لوسينا. وفي ستينات القرن الثاني عشر أصبح مندوبًا بابويًا للبابا ألكسندر الثالث لتعليم القانون الكنسي في جميع أنحاء أوروبا، كما أرسله إلى البرتغال لتتويج أفونسو الثاني. وفي عام 1163 توسط في المصالحة مع الإمبراطور الروماني المقدس فريدريك بربروسا الذي حرمه البابا ألكسندر الثالث كنسيًا في عام 1160. كما بعثه ألكسندر الثالث إلى إنجلترا للتحقيق في اغتيال توماس بيكيت، وهو التحقيق الذي انتهى بتبرئة الملك هنري الثاني من تهمة القتل. وبين عامي 1177-1179 عمل ألبرتو دي مورا في إيطاليا كمندوب باباوي، ثم تم تعيينه في فبراير 1178 مستشارًا للكنيسة الرومانية المقدسة. حينئذٍ أقر بعض القوانين الكنسية، التي ما زالت تنسب إلى الآن إليه. وقبل تنصيبه بابا لروما بفترة قصيرة أسس ديرًا في مسقط رأسه في بينيفنتو.
وفي 21 أكتوبر 1187، اليوم التالي لوفاة البابا أوربان الثالث، انتخب ألبرتو دي مورا بابا للكنيسة الكاثوليكية تحت اسم غريغوري الثامن، ورُسم في 25 أكتوبر. استطاع غريغوري الثامن أن يعيد العلاقات الودية بين الكنيسة وفريدريك بربروسا. وبعد هزيمة الصليبيين أمام صلاح الدين الأيوبي في معركة حطين دعا إلى الحملة الصليبية الثالثة، ثم سافر إلى بيزا لإنهاء العداء بين بيزا وجنوة لتوحيد الجهود لينضم أسطولا المدينتين معا للحملة الصليبية. وفي الطريق إلى بيزا توقف في لوكا، وأمر بإخراج جثمان البابا المزيف فيكتور الرابع من قبره المدفون في الكنيسة.
توفي غريغوري الثامن في بيزا في 17 ديسمبر 1187 مريضًا بالحمى بعد أن أمضى 57 يومًا فقط بابا للكنيسة الكاثوليكية، وقيل إنه دفن في "ساحة داي ميراكولي"، وخلفه البابا كليمنت الثالث.